# Гайове (Кременчуцький район)
Гайове́ — село в Україні, у Новогалещинській селищній громаді Кременчуцького району Полтавської області. Населення становить 147 осіб.

## Географія
Село Гайове знаходиться на відстані 1 км від сіл Вишняки та Цибівка. Навколо села кілька заболочених озер, у тому числі озеро Солоне.

## Історія
12 червня 2020 року, відповідно до розпорядження Кабінету Міністрів України № 721-р «Про визначення адміністративних центрів та затвердження територій територіальних громад Полтавської області», село увійшло до складу  Новогалещинської селищної громади.
19 липня 2020 року, в результаті адміністративно - територіальної реформи та ліквідації Козельщинського району, село увійшло до складу новоутвореного Кременчуцького району.